# The Beekeeper
The Beekeeper – ósmy solowy album studyjny amerykańskiej piosenkarki i kompozytorki Tori Amos. Ukazał się 21 lutego 2005 w Wielkiej Brytanii, a dzień później w Stanach Zjednoczonych.
Muzycznie album został zainspirowany przez brzmienie organów Hammonda i jego połączenie z brzmieniem fortepianu. Amos wykorzystała też elementy funku i R&B, a w czterech utworach pojawia się chór gospel. Wśród wielu poruszanych na albumie tematów znajdowały się m.in.: śmierć, zdrada, pszczelarki postrzegane jako szamanki, gnostyckie ewangelie oraz umniejszona przez ojców kościoła rola kobiet w chrześcijaństwie.
Specjalna edycja albumu zawierała paczkę z mieszanką nasion dzikich kwiatów oraz dodatkową płytę DVD z komentarzami artystki do każdej z piosenek, materiałami ze studia nagraniowego i sesji zdjęciowej oraz dodatkowe nagranie („Garlands”) towarzyszące zamieszczonym na płycie fragmentom, wydanej równolegle z albumem, autobiografii Amos zatytułowanej Piece by Piece. Piosenki na specjalnej edycji podzielone zostały na sześć tematycznych „ogrodów”.
Album wzbudził mieszane opinie. Niektórzy recenzenci chwalili go za muzyczną śmiałość i zróżnicowanie, ale, z powodu muzycznej i tekstowej „łatwości”, zebrał też jedne z najgorszych recenzji w karierze Amos. Osiągnął 24. miejsce na liście przebojów w Wielkiej Brytanii i 5. w Stanach Zjednoczonych.
Podczas promocji albumu artystka po raz trzeci odwiedziła Polskę – 9 marca 2005 zagrała pięcioutworowy koncert w studiu Programu III Polskiego Radia.

## Lista utwórow
(wszystkie piosenki autorstwa Tori Amos)
1. „Parasol” – 3:54
2. „Sweet the Sting” – 4:16
3. „The Power of Orange Knickers” (wraz z Damienem Rice’em) – 3:36
4. „Jamaica Inn” – 4:03
5. „Barons of Suburbia” – 5:21
6. „Sleeps with Butterflies” – 3:35
7. „General Joy” – 4:13
8. „Mother Revolution” – 3:58
9. „Ribbons Undone” – 4:30
10. „Cars and Guitars” – 3:45
11. „Witness” – 6:06
12. „Original Sinsuality” – 2:02
13. „Ireland” – 3:49
14. „The Beekeeper” – 6:50
15. „Martha’s Foolish Ginger” – 4:22
16. „Hoochie Woman” – 2:34
17. „Goodbye Pisces” – 3:36
18. „Marys of the Sea” – 5:11
19. „Toast” – 3:42
20. „Garlands” (utwór dodatkowy) – 8:18

## Single
1. „Sleeps with Butterflies” – styczeń 2005
2. „Sweet the Sting” – czerwiec 2005, singel radiowy
3. „Cars and Guitars” – listopad 2005, singel radiowy

## Wideografia
- „Sleeps with Butterflies” – Laurent Briet, 2005, inspirowany pracami japońskiej ilustratorki Ayi Kato
- „Sweet the Sting” – 2005, wykorzystano materiał filmowy nagrany 4 czerwca 2005, podczas londyńskiego koncertu

## Twórcy
- Tori Amos – śpiew, fortepian, organy Hammonda
- Damien Rice – śpiew (gościnnie)
- Matt Chamberlain – instrumenty perkusyjne
- Jon Evans – gitara basowa, kontrabas
- Mac Aladdin – gitara elektryczna, gitara akustyczna, mandolina
- Kelsey Dobyns – śpiew (dodatkowy)
- London Community Gospel Choir – śpiew (chór gospel)